# Diócesis de Zacatecoluca
La diócesis de Zacatecoluca (en latín: Dioecesis Zacatecolucana) es una circunscripción eclesiástica de la Iglesia católica en El Salvador. Se trata de una diócesis latina, sufragánea de la arquidiócesis de San Salvador. Desde el 27 de febrero de 1998 su obispo es Elías Samuel Bolaños Avelar, de la Pía Sociedad de San Francisco de Sales.

## Territorio y organización
La diócesis tiene 1536 km² y extiende su jurisdicción sobre los fieles católicos de rito latino residentes en el departamento de La Paz y en una pequeña parte del departamento de San Vicente.
La sede de la diócesis se encuentra en la ciudad de Zacatecoluca, en donde se halla la Catedral de Nuestra Señora de los Pobres.
En 2022 en la diócesis existían 36 parroquias agrupadas en 5 vicarías.

## Historia
La diócesis fue erigida el 5 de mayo de 1987 con la bula Circumspicientes Nos del papa Juan Pablo II, obteniendo el territorio de la diócesis de San Vicente.

## Estadísticas
Según el Anuario Pontificio 2023 la diócesis tenía a fines de 2022 un total de 218 728 fieles bautizados.
| Año                                                                             | Población            | Población | Población      | Sacerdotes | Sacerdotes    | Sacerdotes    | Bautizados por sacerdote | Diáconos permanentes | Religiosos | Religiosos | Parroquias |
| Año                                                                             | Bautizados católicos | Total     | % de católicos | Total      | Clero secular | Clero regular | Bautizados por sacerdote | Diáconos permanentes | Varones    | Mujeres    | Parroquias |
| ------------------------------------------------------------------------------- | -------------------- | --------- | -------------- | ---------- | ------------- | ------------- | ------------------------ | -------------------- | ---------- | ---------- | ---------- |
| 1990                                                                            | 270 000              | 300 000   | 90.0           | 17         | 11            | 6             | 15 882                   |                      | 9          | 24         | 18         |
| 1999                                                                            | 272 000              | 305 000   | 89.2           | 32         | 27            | 5             | 8500                     | 1                    | 11         | 49         | 26         |
| 2000                                                                            | 290 000              | 325 000   | 89.2           | 33         | 28            | 5             | 8787                     | 1                    | 15         | 50         | 27         |
| 2001                                                                            | 290 000              | 325 000   | 89.2           | 35         | 30            | 5             | 8285                     | 1                    | 15         | 61         | 27         |
| 2002                                                                            | 274 500              | 325 000   | 84.5           | 40         | 34            | 6             | 6862                     | 1                    | 16         | 53         | 27         |
| 2003                                                                            | 274 500              | 326 000   | 84.2           | 44         | 39            | 5             | 6238                     | 1                    | 15         | 57         | 27         |
| 2004                                                                            | 273 500              | 326 000   | 83.9           | 45         | 40            | 5             | 6077                     | 1                    | 13         | 52         | 29         |
| 2010                                                                            | 283 000              | 336 000   | 84.2           | 51         | 47            | 4             | 5549                     | 1                    | 8          | 57         | 32         |
| 2014                                                                            | 288 700              | 343 000   | 84.2           | 65         | 62            | 3             | 4441                     |                      | 6          | 63         | 35         |
| 2017                                                                            | 238 116              | 327 464   | 72.7           | 54         | 51            | 3             | 4409                     | 1                    | 5          | 60         | 35         |
| 2020                                                                            | 231 000              | 328 236   | 70.4           | 60         | 56            | 4             | 3850                     | 1                    | 5          | 65         | 35         |
| 2022                                                                            | 218 728              | 332 569   | 68.8           | 62         | 59            | 3             | 3527                     | 2                    | 6          | 58         | 36         |
| Fuente: Catholic-Hierarchy, que a su vez toma los datos del Anuario Pontificio. |                      |           |                |            |               |               |                          |                      |            |            |            |

## Episcopologio
| Nombre                      | Fecha de inicio       | Finalización            |
| --------------------------- | --------------------- | ----------------------- |
| Romeo Tovar Astorga         | 5 de mayo de 1987     | 17 de diciembre de 1996 |
| Elías Samuel Bolaños Avelar | 27 de febrero de 1998 | Actualmente en el cargo |